# Lạc Sơn (xã)
Lạc Sơn là một xã thuộc huyện Đô Lương, tỉnh Nghệ An, Việt Nam.

## Vị trí địa lý
Xã Lạc Sơn nằm ở trung tâm huyện Đô Lương, có Quốc lộ 15A chạy qua, giáp với các xã: Đà Sơn, Yên Sơn, Văn Sơn, Thịnh Sơn, Tân Sơn, Trung Sơn, Xuân Sơn.
Do ở địa bàn trung tâm, nên Lạc Sơn từng là nơi đóng của Ủy ban nhân dân huyện Đô Lương, Công an huyện, một số cơ quan Tỉnh uỷ Nghệ An trong thời kỳ chiến tranh.
Hiện nay, tại xã Lạc Sơn có Sư đoàn bộ binh F324 (Đoàn Ngự Bình) đóng quân, có nhà máy may và sản xuất đồ từ da của Công ty TNHH Prex Vinh (100% vốn đầu tư Hàn Quốc).

## Lịch sử và tên gọi
Xã Lạc Sơn đã có lịch sử lâu đời, gắn với các tên gọi như:
- Trường Bộc (Tràng Bộc): tên gọi này có từ khoảng thế kỷ XV là một đơn vị cấp thôn thuộc tổng Thuần Trung, phủ Anh Đô, thừa tuyên Nghệ An và duy trì đến cuối thế kỷ XVIII.

- Trường Mỹ: là tên xã thuộc tổng Thuần Trung, phủ Anh Sơn, tỉnh Nghệ An vào giữa thế kỷ XIX, gồm các thôn (làng): Thuận Lạc, Đa Văn, Hoành Sơn, Trùng Quang.

- Thuận Lạc: tên làng (thôn) cuối thế kỷ XIX, gồm các giáp: Trù Phúc, Cảnh Minh, Khải Sơn.

- Sau năm 1945, thành lập xã Trường Xuân, huyện Anh Sơn từ xã Trường Mỹ, tương ứng 2 xã Lạc Sơn và Xuân Sơn hiện nay.
- Năm 1953 chia tách thành lập mới xã Lạc Sơn thuộc huyện Anh Sơn, tên các xã trong huyện đều có chữ Sơn kèm theo.

- Năm 1963, sau khi Chính phủ nước Việt Nam dân chủ cộng hoà chia Anh Sơn thành 2 huyện Anh Sơn và Đô Lương tên các xã của huyện Đô Lương vẫn giữ nguyên.

## Hành chính
Xã Lạc Sơn gồm các xóm từ: 1,2,3

## Khen thưởng
Được Chủ tịch Nước tặng danh hiệu Anh hùng lực lượng vũ trang năm 2003.
Xã Lạc Sơn trong thời kỳ kháng chiến và sau hoà bình luôn là đơn vị dẫn đầu thi đua của huyện.

## Di tích lịch sử
- Chùa Giáp Vinh: Tên nôm là chùa Làng Vành, là ngôi chùa cổ nhưng qua thời gian chiến tranh đã hoang phế, đến năm 2010 đã được phục dựng tại mảnh đất có tên Làng Vành. Chùa nằm trong hệ thống thờ tự của Tỉnh hội Phật giáo Nghệ An.
- Đình Thuận Lạc: Xây dựng từ giữa thế kỉ XIX, tuy nhiên do thời gian không được quan tâm tu sửa cũng như nhân tai đã bị phá nát, hiện đang còn nền đất tại xóm 7 (thôn Cảnh Minh).
- Chùa Trùng Quang: Xây dựng năm Minh Mạng thứ 33, tuy nhiên cũng bị phá nát, hiện đang còn bia tại chùa Phúc Mỹ, xã Yên Sơn (chùa nằm bên Đền Đức Hoàng thờ Lê Trang Tông).
- Đền Đức Ông: tại thôn Trù Phúc, sau Cải cách ruộng đất bị phá huỷ và rước đồ tế khí xuống đền Hữu Thiện, xã Xuân Sơn nhưng nay đền Hữu Thiện cũng đã bị phá.
- Chùa làng Cảnh Minh: sau Cải cách ruộng đất cũng bị phá huỷ.

Bên cạnh đó là các nhà thờ được xây dựng hơn 100 năm của các họ lớn trong xã như Nguyễn Duy, Trần Doãn, Nguyễn Văn, Hoàng Đình...

## Nhân vật tiêu biểu
- Anh hùng LLVT Đặng Quang Cầm
- Tướng quân Trần Doãn Ngạn (được vua Cảnh Hưng ban nhiều sắc phong cuối thế kỷ XVIII).
- Cha con PGS.TSKH Trần Doãn Quới và PGS. TS. Trần Doãn Vinh
- Doanh nhân Nguyễn Cảnh Hà, tổng giám đốc Công ty An Thiên Lý.